# 魯思文海崖
82°34′S 42°54′W / 82.567°S 42.900°W
魯思文海崖（英語：Ruthven Bluff）是南極洲的海崖，位於伊莉莎白女王地，屬於彭薩科拉山脈中阿根廷山脈的一部分，處於施奈德山的索薩海崖以南1.9公里，美國地質調查局根據測量和該國海軍的空中照片繪入地圖，現時由南極條約體系管理。